# Estación Juan E. Barra
Juan Eulogio Barra era una estación ferroviaria, ubicada en el Partido de Adolfo Gonzales Chaves, en la Provincia de Buenos Aires, Argentina.

## Servicios
Era una estación del ramal perteneciente al Ferrocarril General Roca, desde la Barrow hasta la estación Chillar. Además, es la estación terminal del ramal proveniente de Coronel Dorrego.
No presta servicios de pasajeros ni de cargas. Sus vías fueron levantadas en 1994 por la empresa Techint